# 시간을 멈춰서
〈토키오토메테〉(일본어: 時(とき)ヲ止(と)メテ)는 동방신기의 일본에서의 통산 30번째 싱글 음반이다.

## 개요
- 〈BREAK OUT!〉이후 약 2개월 만에 발매한 싱글이다.
- 베스트 앨범 〈BEST SELECTION 2010〉의 2CD+DVD 버전에도 수록된 바 있으며 팬들의 요청으로 싱글화된 리컷 싱글이다.
- 현재까지 5인 동방신기의 마지막 싱글로 기록되고 있다.
- TVXQ! LIVE WORLD TOUR "Catch Me"를 통해 최강창민이 작사한 한국어 버전 〈기억을 따라서 (Everlasting)〉가 공개되었다.

## 수록곡
| #             | 제목                                      | 작사            | 작곡             | 편곡             | 재생 시간 |
| ------------- | ----------------------------------------- | --------------- | ---------------- | ---------------- | --------- |
| 1.            | 〈時ヲ止メテ (시간을 멈춰서)〉            | 신지로 이노우에 | 이치로 후지야    | 카하라 다이스케  | 5:34      |
| 2.            | 〈Checkmate (유노윤호 Solo)〉             | H.U.B.          | 유노윤호, 이찬우 | 유노윤호, 이찬우 | 4:28      |
| 3.            | 〈時ヲ止メテ -Never End Remix-CD반 한정〉 | 신지로 이노우에 | 이치로 후지야    | 신지로 이노우에  | 6:04      |
| 4.            | 〈時ヲ止メテ -Less Vocal-〉               |                 | 이치로 후지야    | 카하라 다이스케  | 5:33      |
| 5.            | 〈Checkmate -Less Vocal-〉                |                 | 유노윤호, 이찬우 | 유노윤호, 이찬우 | 4:26      |
| 총 재생 시간: | 총 재생 시간:                             | 총 재생 시간:   | 총 재생 시간:    | 총 재생 시간:    | 26:05     |

## DVD
1. 時ヲ止メテ MV
2. 오프 쇼트 무비

## 타이업
| 곡         | 타이업                              |
| ---------- | ----------------------------------- |
| 時ヲ止メテ | 일본 화장품 브랜드 〈MENARD〉 TV CM |

## 차트 기록
| 차트                  | 최고 순위 | 총 판매량 |
| --------------------- | --------- | --------- |
| 오리콘 일간 싱글 차트 | 1위       | 228,448장 |
| 오리콘 주간 싱글 차트 | 1위       | 228,448장 |
| 오리콘 월간 싱글 차트 | 2위       | 228,448장 |
| 오리콘 연간 싱글 차트 | 26위      | 228,448장 |
| 차트 진입 기간 - 20주 |           |           |